# Valguarnera Caropepe
Valguarnera Caropepe település Olaszországban, Szicília régióban, Enna megyében. Lakosainak száma 6837 fő (2024. január 1.). Valguarnera Caropepe Assoro, Enna és Piazza Armerina községekkel határos.

## Népesség
A település lakossága az elmúlt években az alábbi módon változott:
| Lakosok száma | 7774 | 7432 | 6956 | 6837 |
|               | 2017 | 2019 | 2023 | 2024 |